# Leptochloa
Genre
Leptochloa est un genre de plantes monocotylédones de la famille des Poaceae, sous-famille des Chloridoideae, à répartition pantropicale à tempérée chaude qui comprend une trentaine d'espèces.

## Étymologie
Le nom générique, Leptochloa, dérive de deux racines grecques, ληπτος (leptos), signifiant  « fin, ténu », et χλοα (chloa), signifiant « herbe », en référence à l'inflorescence,.

## Taxinomie

### Liste des espèces et sous-espèces
Selon World Checklist of Selected Plant Families (WCSP) (31 mai 2022) :
- Leptochloa anisopoda (B.L.Rob.) P.M.Peterson (2015)
- Leptochloa aquatica Scribn. & Merr. (1901)
- Leptochloa asthenes (Roem. & Schult.) C.E.Hubb. (1941)
- Leptochloa barbata (Desv.) Nicora (1993)
- Leptochloa caudata (K.Schum.) N.W.Snow (1998)
- Leptochloa chinensis (L.) Nees (1824)
- Leptochloa chloridiformis (Hack.) Parodi (1918)
- Leptochloa coerulescens Steud. (1854)
- Leptochloa crinita (Lag.) P.M.Peterson & N.Snow (2012)
- Leptochloa decipiens (R.Br.) Stapf ex Maiden (1909)
  - Leptochloa decipiens subsp. decipiens
  - Leptochloa decipiens subsp. peacockii (Maiden & Betche) N.Snow (1998)
- Leptochloa digitata (R.Br.) Domin (1915)
- Leptochloa exilis (Renvoize) P.M.Peterson (2015)
- Leptochloa ligulata Lazarides (1980)
- Leptochloa longa Griseb. (1864)
- Leptochloa malayana (C.E.Hubb.) Jansen ex Veldkamp (1971)
- Leptochloa monticola Chase (1927)
- Leptochloa mucronata (Michx.) Kunth (1829)
- Leptochloa nealleyi Vasey (1885)
- Leptochloa panicea (Retz.) Ohwi (1941)
  - Leptochloa panicea' subsp. brachiata (Steud.) N.Snow (1998)
  - Leptochloa panicea subsp. panicea
- Leptochloa panicoides (J.Presl) Hitchc. (1934)
- Leptochloa pluriflora (E.Fourn.) P.M.Peterson & N.Snow (2012)
- Leptochloa scabra Nees (1829)
- Leptochloa simoniana N.Snow (2000)
- Leptochloa southwoodii N.Snow & B.K.Simon (1997)
- Leptochloa squarrosa Pilg. (1910)
- Leptochloa srilankensis N.Snow (1998)
- Leptochloa tectoneticola (Backer) Jansen ex Veldkamp (1971)
- Leptochloa virgata (L.) P.Beauv. (1812)
- Leptochloa viscida (Scribn.) Beal (1896)

### Synonymes
Selon BioLib (31 mai 2022) :
- Baldomiria Herter

- Diachroa Nutt.
- Diplachne P.Beauv.
- Disakisperma Steud.
- Ipnum Phil.
- Leptostachys G.Mey.
- Oxydenia Nutt.
- Rabdochloa P.Beauv.